# Elecciones al Parlamento Europeo de 2019 (Bélgica)
Las elecciones al Parlamento Europeo de 2019 en Bélgica se realizaron el 26 de mayo de 2019, con el propósito de elegir a los miembros de la delegación belga del Parlamento Europeo, compuesta por 21 escaños. Se llevaron a cabo en los tres distritos electorales belgas: el colegio electoral de habla holandesa (doce escaños), el colegio electoral de habla francesa (ocho escaños) y el colegio electoral de habla alemana (un escaño). La votación se celebró simultáneamente a las elecciones federales y regionales.
El censo consiste en todos los ciudadanos europeos mayores de 18 años registrados en las listas electorales en Bélgica. La votación es obligatoria, lo que se traduce en un índice de abstención más bajo que en la mayoría de los demás Estados miembros. Los escaños se asignan de acuerdo con el método D'Hondt en cada uno de los tres colegios electorales; sin embargo, el colegio electoral de habla alemana usa en la práctica un sistema de first-past-the-post, ya que solo elige un eurodiputado. El umbral electoral es del 5 %, aunque es de facto superior.

## Resultados
Colegio electoral flamenco
| Candidatura | Candidatura                                 | Votos   | %     | Escaños |
| ----------- | ------------------------------------------- | ------- | ----- | ------- |
|             | Nueva Alianza Flamenca (N-VA)               | 954 048 | 22.44 | 3       |
|             | Vlaams Belang (VB)                          | 811 169 | 19.08 | 3       |
|             | Liberales y Demócratas Flamencos (Open VLD) | 678 051 | 15.95 | 2       |
|             | Cristiano Demócrata y Flamenco (CD&V)       | 617 651 | 14.53 | 2       |
|             | Groen (Groen)                               | 525 908 | 12.37 | 1       |
|             | Partido Socialista-Diferente (sp.a)         | 434 002 | 10.21 | 1       |
|             | Partido del Trabajo de Bélgica (PVDA)       | 210 391 | 4.95  | 0       |
|             | Volt (Volt)                                 | 20 385  | 0.48  | 0       |

Colegio electoral francófono
| Candidatura | Candidatura                              | Votos   | %     | Escaños |
| ----------- | ---------------------------------------- | ------- | ----- | ------- |
|             | Partido Socialista (PS)                  | 651 157 | 26.69 | 2       |
|             | Ecolo (Ecolo)                            | 458 655 | 19.91 | 2       |
|             | Movimiento Reformador (MR)               | 470 654 | 19.29 | 2       |
|             | Partido del Trabajo de Bélgica (PVDA)    | 355 883 | 14.59 | 1       |
|             | Centro Democrático Humanista (cdH)       | 218 078 | 8.94  | 1       |
|             | Démocrate Fédéraliste Indépendant (DéFI) | 144 555 | 5.92  | 0       |
|             | Partido Popular (PP)                     | 113 793 | 4.66  | 0       |

Colegio electoral germanófono
| Candidatura | Candidatura                               | Votos  | %     | Escaños |
| ----------- | ----------------------------------------- | ------ | ----- | ------- |
|             | Christlich Soziale Partei (CSP)           | 14 247 | 34.94 | 1       |
|             | Ecolo (Ecolo)                             | 6675   | 16.37 | 0       |
|             | Pro Deutschsprachige Gemeinschaft (ProDG) | 5360   | 13.14 | 0       |
|             | Partei für Freiheit und Fortschritt (PFF) | 4684   | 11.49 | 0       |
|             | Sozialistische Partei (SP)                | 4655   | 11.42 | 0       |
|             | Vivant (Vivant)                           | 4550   | 11.16 | 0       |
|             | DierAnimal (DierAnimal)                   | 606    | 1.49  | 0       |

## Candidatos electos
Relación de diputados electos en las tres colegios electorales:
| N.º | Nombre               | Lista | Lista |
| --- | -------------------- | ----- | ----- |
| 1   | Geert Bourgeois      |       | N-VA  |
| 2   | Assita Kanko         |       | N-VA  |
| 3   | Johan Van Overtveldt |       | N-VA  |
| 4   | Gerolf Annemans      |       | VB    |
| 5   | Patsy Vatlet         |       | VB    |
| 6   | Filip De Man         |       | VB    |
| 7   | Guy Verhofstadt      |       | VLD   |
| 8   | Hilde Vautmans       |       | VLD   |
| 9   | Kris Peeters         |       | CD&V  |
| 10  | Cindy Franssen       |       | CD&V  |
| 11  | Petra De Sutter      |       | Groen |
| 12  | Kathleen Van Brempt  |       | SP.A  |

| N.º | Nombre            | Lista | Lista |
| --- | ----------------- | ----- | ----- |
| 1   | Paul Magnette     |       | PS    |
| 2   | Marie Arena       |       | PS    |
| 3   | Philippe Lamberts |       | Ecolo |
| 4   | Saskia Bricmont   |       | Ecolo |
| 5   | Olivier Chastel   |       | MR    |
| 6   | Frédérique Ries   |       | MR    |
| 7   | Marc Botenga      |       | PTB   |
| 8   | Benoît Lutgen     |       | cdH   |

| N.º | Nombre         | Lista | Lista |
| --- | -------------- | ----- | ----- |
| 1   | Pascal Arimont |       | CSP   |